# Layrac-sur-Tarn
Layrac-sur-Tarn è un comune francese di 336 abitanti situato nel dipartimento dell'Alta Garonna nella regione dell'Occitania.

## Società

### Evoluzione demografica
Abitanti censiti

## Monumenti e luoghi d'interesse

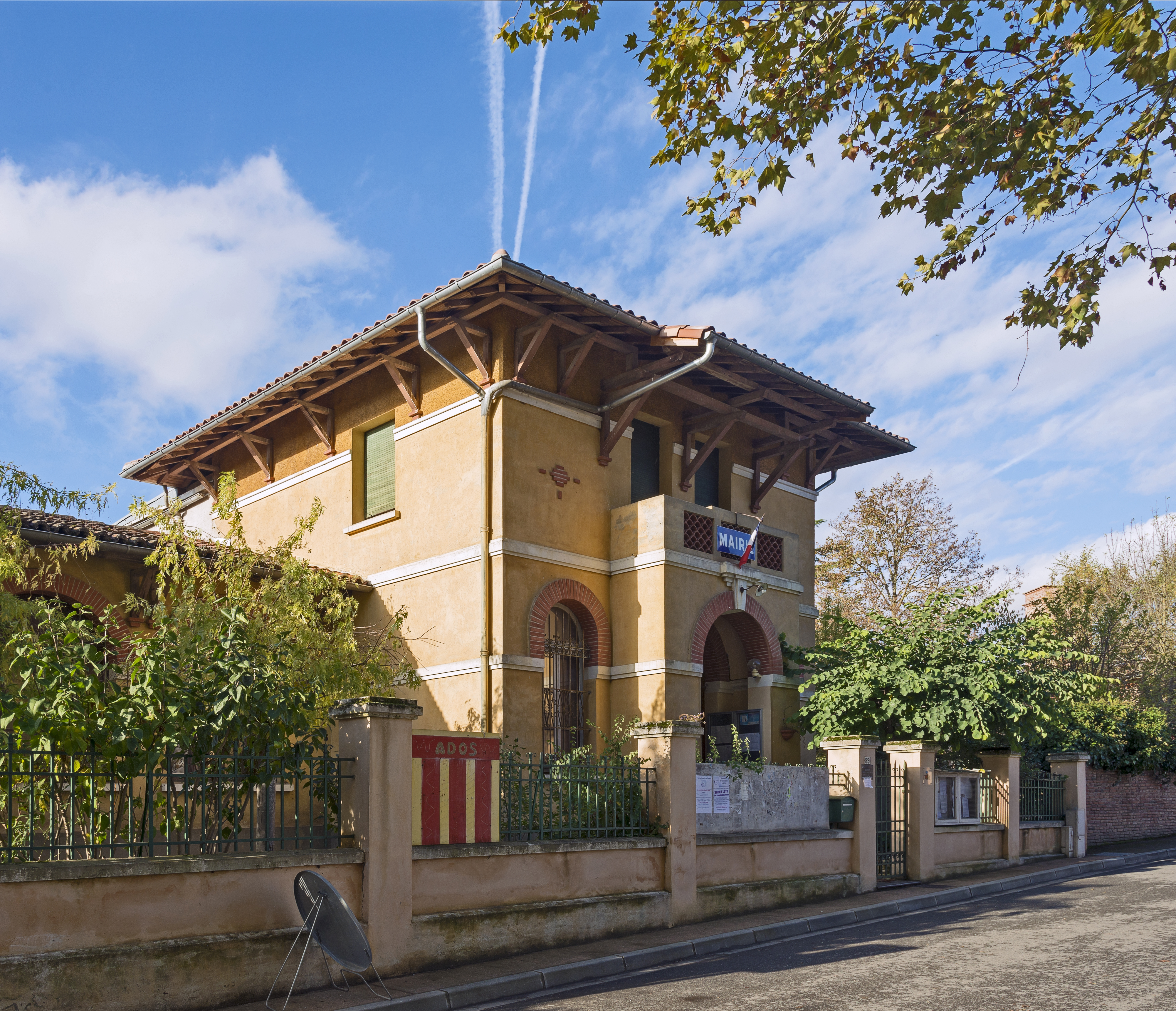
Il municipio
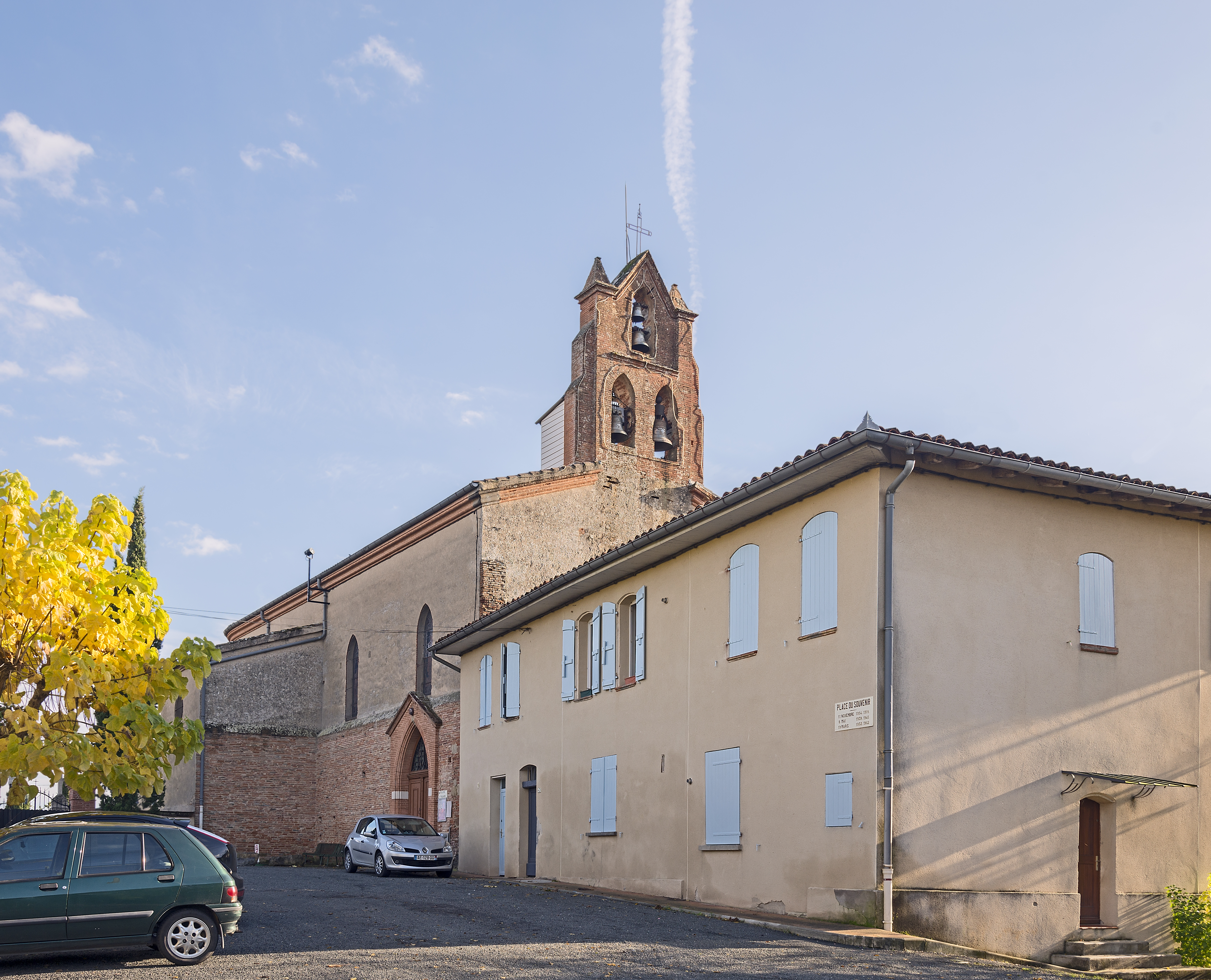
La chiesa